# La Nébuleuse d'Andromède (roman)
« Nébuleuse d'Andromède » est également l'ancienne appellation de la galaxie d'Andromède.
La Nébuleuse d'Andromède est un roman de science-fiction, écrit par Ivan Efremov (URSS) et publié en 1957.
Dans ce roman, l'auteur nous présente sa vision de l'avenir de l'humanité. « Notre superbe écrivain I. Efremov a tenté le premier de décrire la société communiste dans sa réalité la plus concrète. Le monde de La Nébuleuse d'Andromède est merveilleux. » (Evguéni Brandis).

## Résumé
Le roman s'inspire des doctrines antiques de l'Inde, que l'auteur connaît bien. Dans ce livre l'humanité parle une langue dérivée du sanskrit, ayant abandonné toutes les autres langues. L'astronef de l'expédition scientifique se nomme Tantra, l'un des personnages-clés, une historienne, s'appelle Véda Kong (véda). C'est le rêve d'une société humaine s'élevant au-dessus de sa condition moderne. L'auteur suit la même idée que les philosophes de la Grèce antique : le développement harmonieux du corps et de l'esprit. Son roman est humaniste. Ivan Efremov présente une approche pertinente de la science-fiction : tandis que les auteurs du genre imaginent généralement des êtres à l'esprit moyenâgeux possédant une technologie supérieure, Ivan Efremov a voulu décrire une société dont la conscience est en adéquation avec son développement technologique.
On suit en parallèle deux histoires, les aventures de l'expédition scientifique à bord du vaisseau Tantra, laquelle, à la suite de sa capture par une étoile, découvre un astronef venu de la galaxie d'Andromède, l'autre histoire se déroule sur la planète Terre environ huit siècles après les premiers contacts (la possibilité d'échanger des messages) avec les civilisations extraterrestres. Ces civilisations forment un « Grand Anneau » en recevant et transmettant les messages, lesquels voyagent dans l'espace en moyenne près d'un siècle pour joindre « virtuellement » les mondes habitables de notre Galaxie.
La planète Terre est façonnée par l'activité humaine : la disparition des glaces des pôles, une zone urbaine faisant le tour de la terre. Débarrassée des déchets industriels, la planète est à nouveau habitable.

## Les protagonistes
- Darr Véter (du russe Dar – le cadeau ou l'offrande – et Veter – le vent –), le responsable des communications sur le Grand Anneau,
- Véda Kong, l'historienne,
- Erg Noor, le commandant de Tantra,
- Niza Krit/Nisa Creet, la jeune membre de l'équipage de Tantra,
- Mven Maas, le nouveau responsable des communications sur le Grand Anneau.

## Adaptations
- 1967 : La Nébuleuse d'Andromède (Туманность Андромеды) d'Evgueni Cherstobitov (ru) (Studio Dovjenko)